# Slanje trenutačnih poruka
Slanje istovremenih poruka (engl. instant messaging) oblik je komunikacije u realnom vremenu, između dvoje ili više ljudi, koja se bazira na napisanom tekstu, govoru ili video-konferencijama.
Alati za slanje istovremenih poruka sadrže kontakt listu i informacije tko je online.
Popularni su (abecednim redom) AIM, Google Talk, ICQ, IRC, Miranda, Pidgin,  Signal, Skype, Telegram, Viber, WhatsApp, Windows Live Messenger, Yahoo! Messenger. Pojedini programi za slanje istovremenih poruka podržavaju samo jedan, dok drugi više protokola.
U programima za slanje istovremenih poruka većinom se mogu naći: smajliji, popis kontakata, njihove slike i status, povijest razgovora itd.

## Povijest
- 70-ih – pojavljuju se aplikacije za slanje istovremenih poruka na operativnom sustavu poput Unix-a (talk)
- krajem 80-ih – Quantum link online servis pruža mogućnost slanja poruka među korisnicima koji su trenutno povezani (On-line Messages)
- 90-ih – nastaju ICQ, Yahoo!, MSN, Excite, Ubique, IBM alati za slanje istovremenih poruka
- danas – mnogi nude video konferencijske mogućnosti, VoIP, web konferencijske servise, IP radio, zvučne i video mogućnosti

## Pozitivne strane
1. Komunikacija u realnom vremenu
2. Razgovor je moguće sačuvati (i kasnije mu se vratiti)
3. Moguće vidjeti je li osoba dostupna, zauzeta ili odsutna
4. Ljudima oštećenog sluha pruža jednake mogućnosti u komunikaciji (bez potrebe za posebnim uređajima)
5. Mogućnost istovremenog komuniciranja više ljudi (Friend-to-friend mreže)
6. Upotreba u poslovnom svijetu

## Negativne strane
1. Problem zaštite (prijenos virusa, spyware)
2. Gubitak intelektualnih osobina
3. Neprikladna upotreba

## Slanje istovremenih poruka putem mobitela
Prednosti
1. Korisnici koriste podatke (umjesto SMS tekst poruka)
2. Komunikacija nalik chat-u
3. Brža komunikacija od SMS-a

Nedostaci
1. Drukčiji pristup podacima o kontaktima
2. Ograničene mogućnosti (ovisno o vrsti mobilnog telefona)